# Чернов, Пётр Константинович
Пётр Константи́нович Черно́в (1936—2000) — русский и удмуртский писатель, редактор, публицист и прозаик. Лауреат Государственной премии Удмуртской АССР (1990). Народный писатель Удмуртии.

## Биография
Родился в крестьянской семье 13 июля 1936 года в деревне Дятлево Алнашского района. Окончил Алнашскую среднюю школу, а в 1959-м факультет журналистики МГУ имени М. В. Ломоносова.
Во времена студенчества он перевёл на удмуртский язык детские рассказы Константина Паустовского для сборника «Летние дни», работал над переводом нескольких рассказов и очерков Михаила Петрова для выпуска его собрания сочинений на русском языке, также перевёл рассказ Михаила Шолохова «Кривая стежка» и работу Максима Горького о Ленине.
Работал литературным сотрудником и заведующим отделом, а в 1959—1965-х годах секретарём редакции газеты «Комсомолец Удмуртии». Был главным редактором художественных программ Ижевской студии телевидения (1965—1967), с 1967-го по 1972-й год редактировал газету «Дась лу!», работал старшим редактором Удмуртского радио (1972—1977), секретарём и редактором отдела публицистики и прозы и журнала «Молот» (1977—1985).
Профессиональную писательскую работу начал с 1985 года. В последние годы жизни избирался президентом Всеудмуртской ассоциации «Удмурт кенеш» и редактировал газету «Герд» — печатный орган этой ассоциации.
Скончался в 2000 году.

## Награды и премии
- Премия Комсомола Удмуртии в 1980 году за трилогию «Детство Матвея Гондырева», состоящую из «Кузьыт шеп» («Соленый колос»), «Бектыш нюлэс буйга» («Бектышский лес успокаивается»), «Вылга палъёсын сüзьыл» («Осень в окрестностях Вылги»)[3].
- Государственная премия УАССР (1989)[3].
- Премия имени Кузебая Герда общественной организации «Удмурт Кенеш» (1995)[4].
- Звание «Народный писатель Удмуртии»[5].